# Conus rainesae
Conus rainesae é uma espécie de gastrópode do gênero Conus, pertencente à família Conidae.